# 5 Brygada Piechoty (UHA)
5 Brygada Piechoty – oddział piechoty Ukraińskiej Armii Halickiej.
Została utworzona w lutym 1919, i nosiła przydomek „Sokalska”, należąc do I Korpusu UHA.
Walczyła z Polakami na froncie zachodnim, od Karpat do Krystynopola na Chełmszczyźnie.
Dowódcami Brygady byli kolejno: kpt. P. Petryk, kpt. Osyp Demczuk, płk Zacharijin, kpt. W. Sekunda i kpt. Wołodymyr Kossar. Pierwszym szefem sztaby był kpt. Osyp Demczuk.
Złożona była z 3 batalionów piechoty, pułku artylerii (dowódca kpt. A. Cyhanyk), kompanii kawalerii oraz jednostek pomocniczych.

## Literatura
- Jeremiasz Ślipiec, Drogi niepodległości – Polska i Ukraina 1918-1921, Warszawa 1999, ISBN 83-11-09038-6.